# Ammophila pulawskii
Ammophila pulawskii es una especie de avispa del género Ammophila, familia Sphecidae.

## Taxonomía
Fue descrito por primera vez en 1971 por Tsuneki.